# Saint-Julien-lès-Metz
Saint-Julien-lès-Metz é uma comuna francesa na região administrativa de Grande Leste, no departamento de Mosela. Estende-se por uma área de 4,55 km². Em 2010 a comuna tinha 3 496 habitantes (densidade: 768,4 hab./km²).